# خولة بنت جعفر الحنفية
خولة بنت جعفر الحنفية واسمها خولة بنت جعفر بن قيس الحنفية أو الحنيفة، هي من سبي بني حنيفة وتزوّجت بعلي بن أبي طالب (بعد وفاة فاطمة الزهراء) فولدت له ولداً، الملقّب بمحمد بن الحنفية نسبة إلى لقب قبيلة أُمّه.